# NGC 2828
NGC 2828 este o galaxie lenticulară situată în constelația Linxul. A fost descoperită în 13 martie 1850 de către William Parsons, 3rd Earl of Rosse⁠(d).